# Joshua Lee
Joshua Lee (* 1783 in Hudson, New York; † 29. Dezember 1842 in Penn Yan, New York) war ein US-amerikanischer Arzt und Politiker. Zwischen 1835 und 1837 vertrat er den Bundesstaat New York im US-Repräsentantenhaus.

## Werdegang
Joshua Lee wurde im letzten Jahr des Unabhängigkeitskrieges im Columbia County geboren. Er studierte Medizin. 1804 erhielt er seine Approbation. Gouverneur Daniel D. Tompkins stellte ihn 1811 zum Surgeon in Colonel Avery Smiths Infanterieregiment ein – ein Posten, den er während des Britisch-Amerikanischen Krieges innehatte. 1815 war er Supervisor in der Town von Benton im Yates County. Er saß 1817 und 1833 in der New York State Assembly. Politisch gehörte er der Jacksonian-Fraktion an.
Bei den Kongresswahlen des Jahres 1834 für den 24. Kongress wurde Lee im 27. Wahlbezirk von New York in das US-Repräsentantenhaus in Washington, D.C. gewählt, wo er am 4. März 1835 die Nachfolge von Edward Howell antrat. Er schied nach dem 3. März 1837 aus dem Kongress aus.
Nach seiner Kongresszeit ging er wieder seiner Tätigkeit als Arzt nach. 1839 kandidierte er erfolglos für einen Sitz im Senat von New York. Er verstarb ungefähr vier Jahre vor dem Ausbruch des Mexikanisch-Amerikanischen Krieges in Penn Yan. Sein Leichnam wurde dann auf dem Lake View Cemetery beigesetzt.